# Segona Epístola de Climent
La Segona Epístola de Climent és un text cristià, antigament atribuït al papa Climent I.
Més que una carta, és una antiga homilia d'autor anònim. Està escrita en grec imitant l'estil de la primera carta. Esmentada primerament per Eusebi de Cesarea, el qual la considera espúria, comentant que té una gran de coneixements sobre els antics. Més tard fou esmentada per Rufí d'Aquileia i Jeroni d'Estridó. La carta va ser llegida en un acte litúrgic a Corint vers l'any 170, però és en el segle v quan possiblement comença més la creença en la seva autenticitat i és inclosa en el Codex Alexandrinus del Nou Testament del segle v. Més tard, al segle vi va ser citada pels líders monofisites, Timoteu d'Alexandria i Sever d'Antioquia, i després coneguda per molts autors grecs. No obstant això, en termes generals, aquest text fou menys conegut que la primera epístola.
El text desprèn un gran coneixement dels evangelis canònics, però també dels fets de la vida de Jesús no canònics. La comunitat on s'escriu hi semblen presents algunes doctrines gnòstiques, tot i que no de forma directa. L'autor sembla tenir més interès en el compromís ètic que suposa creure en la salvació de la humanitat gràcies a Crist. El seu testimoni fa gran contrast amb la matinera veneració a la carta genuïna. Hilgenfeld exposa una teoria segons la qual aquesta carta era en realitat del papa Soter dirigida als corintis. Aquesta teoria fou acceptada per molts crítics fins als descobriments de Filótheos Vriénnios, que demostrà que el text no era una carta sinó una homilia, però que certament feia referència a Corint amb l'esment dels Jocs Ístmics. Lightfoot i altres autors la consideraren anterior a Marció, c.140, però la seva referència a punts de vista gnòstics no permeten donar-li una datació anterior.